# Simon François Gay de Vernon
Pour les articles homonymes, voir Gay et Vernon.
Simon François Gay de Vernon dit « Gay Vernon », né le 24 novembre 1760 à Saint-Léonard-de-Noblat (Limousin) et mort au château de Vernon à Moissannes (Limousin) le 3 octobre 1822, est un officier du génie puis baron d'Empire.
Il est professeur de fortifications à l'École polytechnique de 1798 à 1804, puis directeur des études jusqu'en 1812.

## Biographie

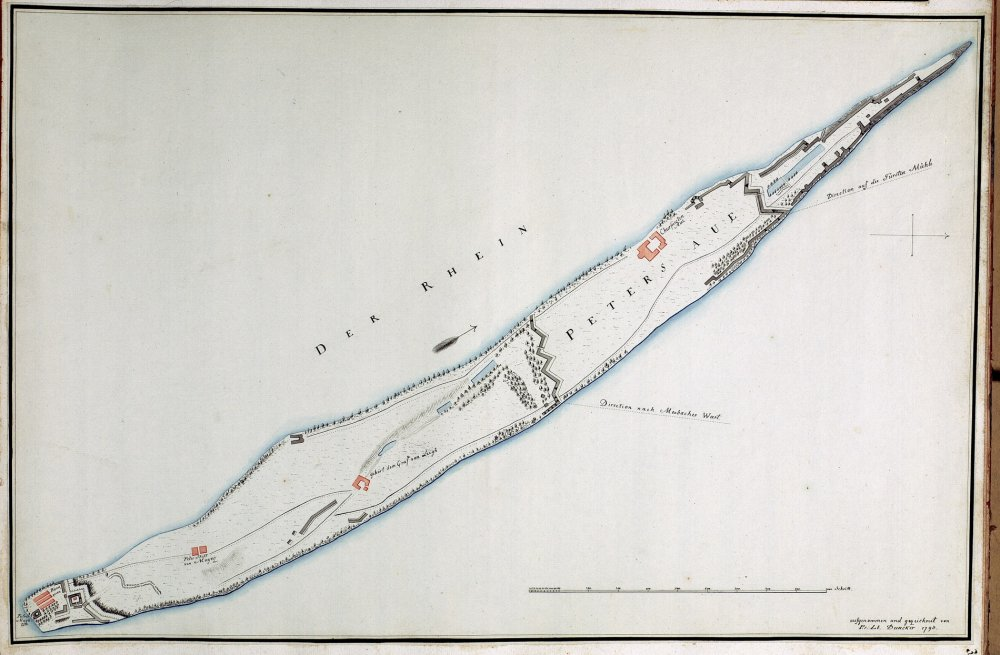
Fortifications sur l'île Saint-Pierre

Fils de Charles Antoine Gay de Vernon et de Valérie Marie Fargeau de Mortegoute, il étudia au séminaire de Limoges puis à l'École royale du génie de Mézières (promotion 1780). Avec le grade d'adjudant général, il combattit dans l'armée du Rhin sous les ordres du général Custine (1792-1793) et, après la prise de Mayence, fortifia  cette place avec le colonel du génie Clément, jusqu'à ce que le siège de Mayence (1793) vienne provisoirement mettre un terme à la présence française en Rhénanie. En 1798, ayant atteint le grade de colonel, il fut nommé professeur de fortifications à l'École Polytechnique. Il présenta l'année suivante une pétition (soutenue par le général Jourdan) au Conseil des Cinq-Cents pour obtenir la réhabilitation de son frère Léonard, déchu de ses droits civiques. Cette démarche réussit complètement (23 juillet 1799).
Simon François Gay de Vernon donnait aux Polytechniciens un cours essentiellement théorique, fondé sur une approche géométrique et graphique des questions militaires. Son cours, qu'il fit publier en 1805, fut traduit en anglais, et servit dans les principales écoles militaires du début du XIXe siècle.
En 1812, il fut rappelé à l'armée d'active. Napoléon lui confia le commandement de la forteresse de Torgau, sur la ligne de l'Elbe. Assiégé par les Prussiens, il remit les clefs de la place après une résistance acharnée, et put se retirer en France sur parole. La Première Restauration l'éleva au grade de Maréchal de camp et chevalier de Saint-Louis. Pendant les Cent-Jours, Napoléon lui commanda de rallier le IIIe corps d'Armée en formation à Mézières, mais Gay Vernon refusa d'obtempérer et se retira sur ses terres.

## Œuvre
- Traité élémentaire d'art militaire et de fortification : à l'usage des élèves de l'École polytechnique, et des élèves des écoles militaires, Paris, libr. Allais, 1805, 2 vol. in-4°.

## Sources
- Ambroise Fourcy, Histoire de l'Ecole Polytechnique, Paris, Belin, 1987 (ISBN 978-2-701-10640-3, OCLC 301031431)
- Paul-Bernard Granet, Simon François Gay de Vernon, Baron de l’Empire 1760-1822, (2003), [Arch. Dép. de Haute-Vienne, 40 J 252]
- Ian V. Hogg, Fortress: A History of Military Defence, (1977), St Martin's Press, New York
- Ramsey W. Phipps, The Armies of the First French Republic, vol. 2 (1928), Oxford University Press, Londres